# Bob Tisdall
Pour les articles homonymes, voir Tisdall.
Robert ("Bob") Morton Newburgh Tisdall (né le 16 mai 1907 à Nuwara Eliya, Ceylan - mort le 27 juillet 2004 à Nambour, Queensland, Australie) est un athlète irlandais, d'origine anglaise, qui remporta la médaille d'or sur 400 m haies lors des Jeux de Los Angeles en 1932.
Il a été élevé à Nenagh, dans le comté de Tipperary. Il avait seulement couru six 400 m haies lorsqu'il devint champion olympique avec le record du monde de 51 s 7 (non reconnu comme tel car il avait touché une haie). C'est en raison de cet incident que les règles d'établissement d'un record ont été changées depuis. Juan Antonio Samaranch, en tant que président du CIO, lui a offert une coupe en cristal de Waterford le représentant heurtant une haie.